# Sepp Kipfstuhl
Joseph „Sepp“ Kipfstuhl (geboren am 10. Juni 1952 in Frettenshofen) ist ein deutscher Meteorologe und Glaziologe. Er war Mitglied des ersten westdeutschen Überwinterungsteams in der Antarktis auf der Georg-von-Neumayer-Station. Seine wissenschaftliche Arbeit hat wesentlich zum heutigen Verständnis von Prozessen in Schnee, Firn und Eis beigetragen.

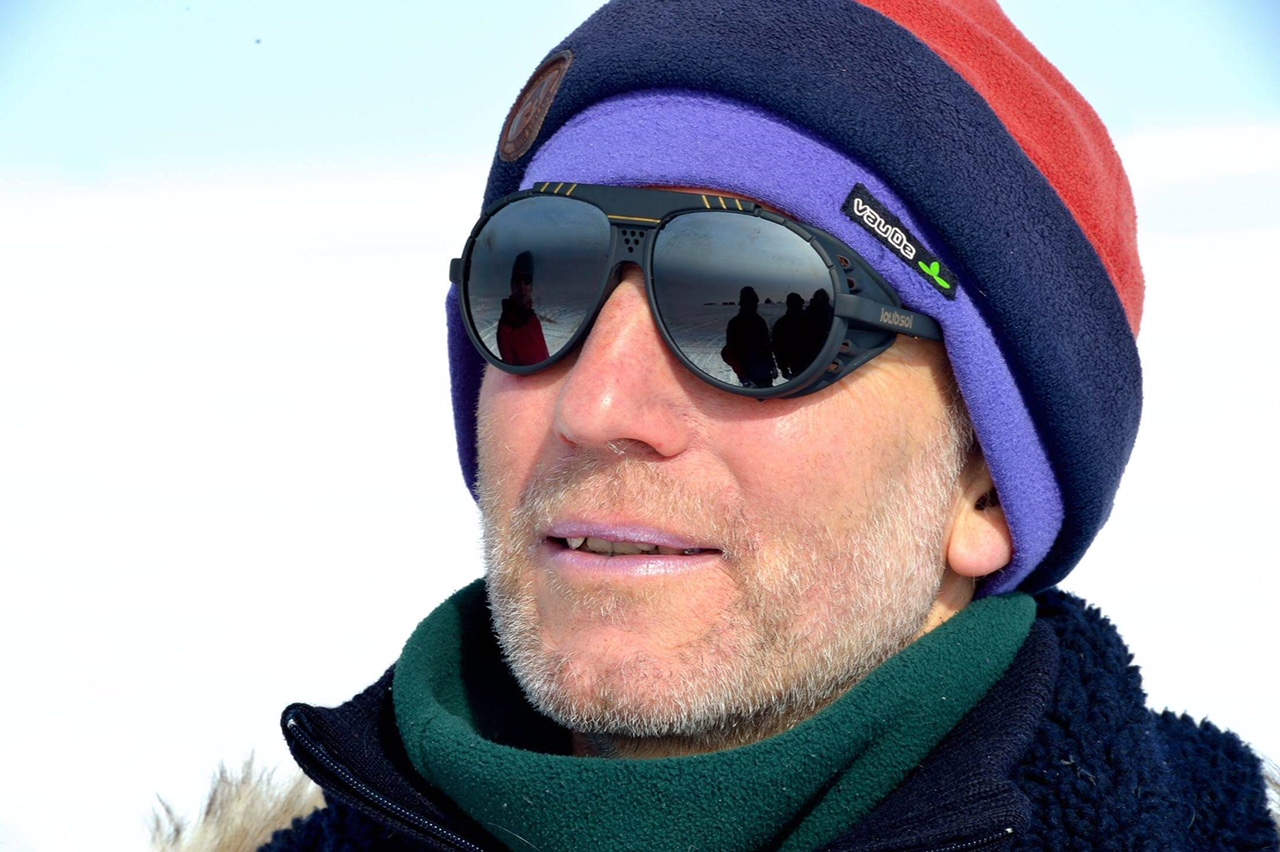

## Leben und Werk
Kipfstuhl wurde als ältestes von vier Kindern in Bayern geboren und besuchte die Schulen in Sondersfeld und Eichstätt. Anschließend studierte er Meteorologie an der Ludwig-Maximilians-Universität in München.
Kurz nach Abschluss seines Studiums kam er 1981 zum frisch gegründeten Alfred-Wegener-Institut in Bremerhaven und nahm an seiner ersten Antarktisexpedition teil. Als Mitglied des ersten wissenschaftlichen Überwinterungsteams der 1980 auf dem Ekström-Schelfeis errichteten Georg-von-Neumayer-Station verbrachte er 15 Monate am Stück in der Antarktis. Anschließend arbeitete er an seiner Promotion zum Thema „Zur Entstehung von Unterwassereis und das Wachstum und die Energiebilanz des Meereises in der Atka Bucht, Antarktis“, die er im Jahr 1990 an der Universität Bremen abschloss.
Seine bisherige wissenschaftliche Laufbahn verbrachte er am Alfred-Wegener-Institut, wo er sich vor allem mit Untersuchungen an polaren Eisbohrkernen beschäftigt. Sein besonderes Interesse gilt dabei mikroskaligen Prozessen im Eis und deren Zusammenhang mit großskaligen Vorgängen. Insgesamt hat er an mehr als 32 nationalen und internationalen Expeditionen in die Polargebiete teilgenommen. Er war an der Bohrung und Analyse vieler Eiskerne, sowohl in Grönland als auch in der Antarktis beteiligt, wie z. B. GRIP, NGRIP, den EPICA Eiskernen, NEEM und EastGRIP. Er war an der Entstehung einiger Dokumentarfilme beteiligt und teilte seine wissenschaftlichen Einschätzungen in zahlreichen Interviews für Artikel in Tageszeitungen und Magazinen mit.